# 7-메틸인돌
7-메틸인돌(영어: 7-methylindole)은 화학식이 C9H9N인 약한 독성을 가진 옅은 황백색의 결정성 유기 화합물이다. 7-메틸인돌은 농약 및 의약품 생산에 사용된다.

## 같이 보기
- 인돌
- 메틸기
- 1-메틸인돌
- 2-메틸인돌 (메틸케톨)
- 스카톨 (3-메틸인돌)
- 5-메틸인돌